# 広島の犠牲者に捧げる哀歌

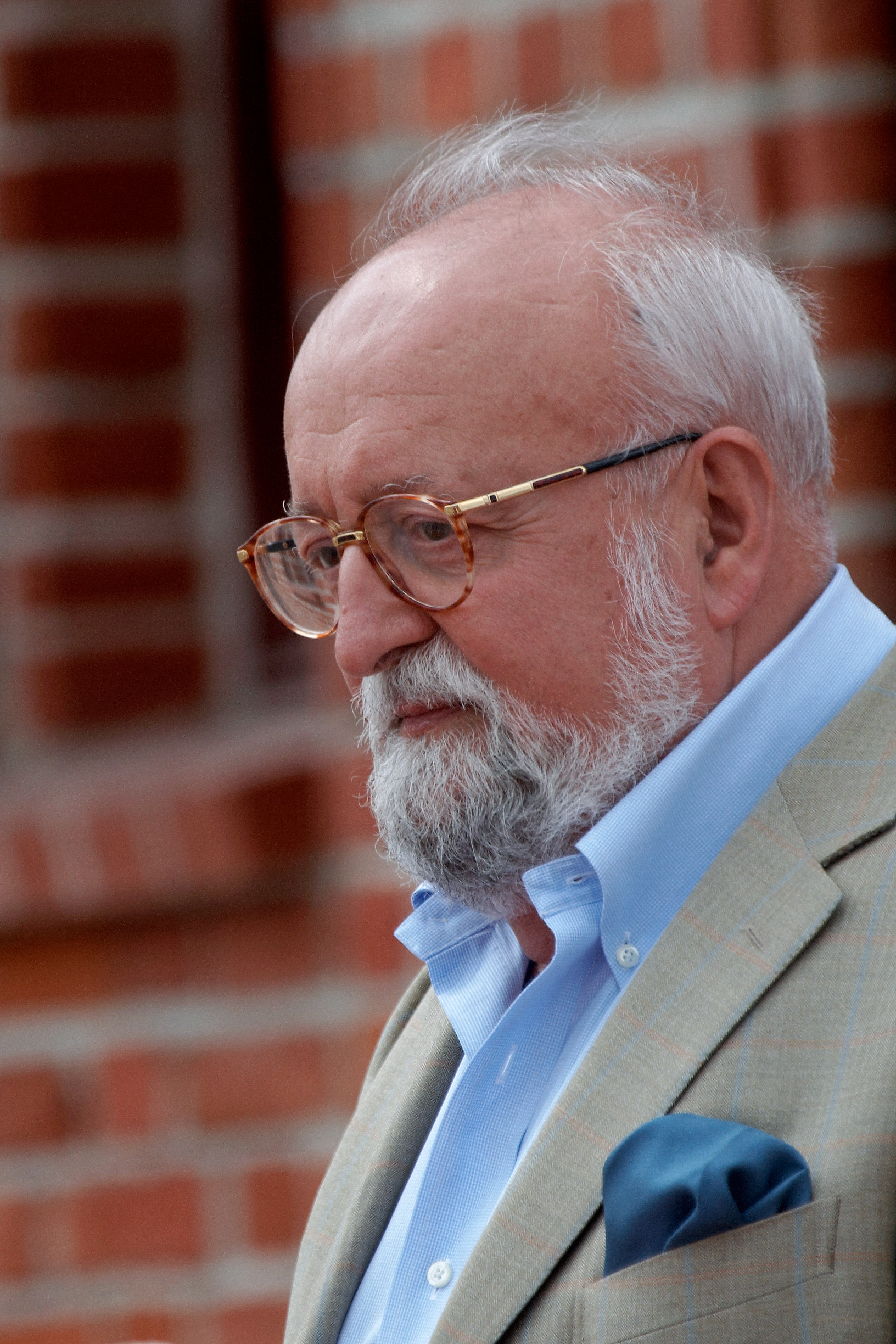
クシシュトフ・ペンデレツキ (2008年、ポーランド・グダニスクにて)

広島の犠牲者に捧げる哀歌（ひろしまのぎせいしゃにささげるあいか、ポーランド語: Tren ofiarom Hiroszimy）は、クシシュトフ・ペンデレツキが1960年に作曲した52の弦楽器群による弦楽合奏曲。1960年にカトヴィツェで開催されたグジェゴシュ・フィテルベルク作曲家コンクールで次々点を獲得し、1961年にはインターナショナル・ロストラム・オブ・コンポーザーズを受賞している。

## 概要
曲に記載された演奏時間はおよそ8分37秒である。元々「8分37秒」という名で作られたこの曲は音響作曲法を曲頭から最後まで用いている。音響作曲法では、より自由な形式とともに厳格な対位旋律を生み出そうと、音色・テクスチュア・アーティキュレーション・音の強弱・旋律進行といった曲の特徴に着目することが多い。
荘厳で悲劇的な印象を与えることが多く、哀歌という題名を与えられているが、作曲当初から反戦メッセージとして構想されたわけでは全くない。演奏時間のみの題名が表すように初めは「やや抽象的な想像の中のみに曲が存在していた」が、実際の演奏を聴くと「作品の情緒的な迫力に感銘を受けた。連想される事柄を探し求め、最終的には曲を広島の原爆犠牲者に捧げることにした。」とペンデレツキは後に述べている。ペンデレツキと親交のあったルドヴィク・エルハルトは、1961年のインターナショナル・ロストラム・オブ・コンポーザーズ出品にあたって現行の題名が付けられたとしている。ペンデレツキは、広島市長に宛てた1964年10月12日付の手紙に「『哀歌』が、広島の犠牲が忘れ去られることは決してなく、失なわれてしまうこともなく(...)との、私の深い信念をあらわすものとなることを願っております」と記しているが、これは作曲後の話である。1990年にペンデレツキはハンブルク北ドイツ放送交響楽団の広島公演を自ら指揮して広島初演を果たした。
曲中52の弦楽器を用いて、音響作曲法の最も典型的なパターンを用いて作曲している。評論家のポール・グリフィスは、聴き手が「弦楽オーケストラとしては恐ろしすぎる曲の成り行きに触れることを選び不安を感じる」と評している。オーケストラの編成は、24のヴァイオリン(4セクション)、10のヴィオラ(2セクション)、10のチェロ(2セクション)、8のコントラバス(2セクション)からなる。曲はトーン・クラスターをはじめとした様々な技法により構成されており、それらは太い黒線に満ちた視覚的表現と良く合致している。 また、音の長さは最後を除いては音価を書いていないのでかなりの不確定要素があるものの、秒数は指示されているので大きく逸れることはない。八村義夫はカノンなど伝統的な作曲手法が用いられていることを指摘し、「この作曲家は噪音的ないかにも急進的な外見にもかかわらず、古い意味での音楽のつくり方を大切にするような人だという印象をうけた」と述べている。

## 使用例
映像作品では、その抜粋曲が『トゥモロー・ワールド』(アルフォンソ・キュアロン、2006年)、『壁の中に誰かがいる』(ウェス・クレイヴン、1991年)、 『ツイン・ピークス』(デヴィッド・リンチ 、2017年)といった作品の中で使われている。また自作自演の演奏もライブ、スタジオ等豊富に残されている。音楽作品としては、マニック・ストリート・プリーチャーズの1991年の作品"セバスティアン"の特定の版やセバスティアン の2010年リリースの作品"Bird Games"の中で使用されている。グンナー・ヨハンセンのアメリカデビューの際に彼はベートーヴェンのピアノ協奏曲ニ長調を演奏したが、その定期演奏会の冒頭で演奏されたのがこの作品である。
この作品が注目されているのは「反戦」エピソードに依る点以外に、次の重要な事象がある。それは当時セリー技法の行き詰まりを模索していた当時に音響作曲法がペンデレツキ、グレツキ、シャローネクなど一連のポーランドの作曲家達によって次々と提唱された。セリー技法が音響作曲法や郡作法に取って代わられた大きな局面を示すものとして、よく大学あるいは高校の教材として使われる。最もよく言及されるのは、1オクターブの24のピッチ(四分の一音をすべて使うため12✕2=24)がすべて鳴り響く曲の最後の完全トーンクラスターである。